# Horrido (Film)
Horrido ist ein im Jagdmilieu spielender deutscher Stummfilm aus dem Jahre 1924 des Spielfilmregie-Debütanten Johannes Meyer mit Robert Leffler, Rudolf Forster und Lia Eibenschütz in den Hauptrollen. 

## Handlung
Die auf Guts- und Bauernhöfen, im Wald und auf der Lichtung spielende Geschichte erzählt eine sehr konventionelle Liebesgeschichte im Adelsmilieu, eingerahmt von Szenen mit schurkischen Schiebern, Wilderern sowie einem vollbärtigen Förster und garniert mit einer Laborexplosion. Jagdszenen und vor allem umfangreiche Tieraufnahmen im deutschen Wald machten den Film, der damals als Dokumentarfilm mit Spielhandlung vertrieben wurde, zu einer für damalige Zeiten als sehr ungewöhnlich empfundenen Filmproduktion.

## Produktionsnotizen
Der von der Kulturabteilung der UFA verliehene Film Horrido, mit dem Untertitel Ein Spiel von Jagd und Liebe versehen, entstand Anfang 1924 überwiegend in freier Natur, passierte die Zensur am 19. Mai desselben Jahres. Die Uraufführung fand bereits im Vormonat, am 17. April 1924, in Berlins Tauentzienpalast statt. Der mit Jugendverbot belegte Fünfakter besaß eine Länge von 2168 Meter. In Österreich, wo der Streifen im darauf folgenden Jahr anlief, besaß er den Titel Das Geheimnis des Waldes.
Die Filmbauten entwarfen Hans Sohnle und Otto Erdmann.
Ernst Garden übernahm die Aufnahmeleitung.

## Kritiken
Die Kritiken fanden weniger gute Worte für die banale, klischeegetränkte Geschichte als für die ungewöhnlich beeindruckenden Naturaufnahmen.
Der Tag befand: „… die Vorgänge sind durchwegs fesselnd und voll Tempo; über alles entzückend aber der Wald, wie wir ihn hier erblicken, wie er vor uns lebt, raunt und rauscht. Bilder von einer Eigenart und Schönheit, wie nie vorher gesehen. Eine Neuheit auf dem Gebiete des Kinos.“
Die Arbeiter-Zeitung stellte fest, dass die UFA-Kulturfilmabteilung „zu diesem ganz neuartigen Film auch ein Drehbuch schreiben“ ließ, „das den allerältesten Klischeeromanen an Bedeutungslosigkeit nicht nachsteht.“ Fazit: „Wenn die schablonenhafte Handlung nicht wäre, diese Bilder aus dem Leben der Hirsche, Wildschweine und Hasen ergäben einen Film von außergewöhnlichem Wert.“
Die Kärntner Zeitung meinte: „Die Handlung ist sicher sehr abwechslungsreich und spannend; die Darstellung ausgezeichnet. Auch bringt der Film noch nie gezeigte, herrliche Jagdszenen, u.a. durch einen Kampf zwischen Jägern und Wilderern.“
Die Unzufriedene moserte: „‚Horrido‘ … ist in seiner Art ganz neu. Er ist ein Jagdfilm, bringt wundervolle Bilder aus dem Tierleben des deutschen Waldes zu allen Jahreszeiten. Seine Handlung ist belanglos und wäre besser weggeblieben. Da aber die Darsteller durchweg recht gut sind, stört sie nicht viel. Die Naturaufnahmen allein machen de Film schon sehenswert.“
Im Salzburger Volksblatt ist zu lesen: „Der deutsche Wald umrahmt den interessanten und aus dem täglichen Leben gegriffenen Inhalt des Dramas und bereitet damit sogar eine Annäherung an jene vornehmen, warmen Filme schwedischer Produktion vor.“